# Кузнецов, Виктор Иванович (генерал)
Виктор Иванович Кузнецо́в (23 октября 1920 — 21 августа 2016, Воронеж, Российская Федерация) — советский военачальник, создатель отечественной научной школы радиоэлектронной борьбы. Генерал-лейтенант. Профессор (1977).

## Биография
Родился  в станице Поповичская (ныне Тимашёвский район, Краснодарский край) в семье агронома и учительницы.
Окончил краснодарскую школу с отличием, два курса МАИ (1941), отдельный военный факультет связи Красной Армии при Московском институте инженеров связи (1942), воентехник первого ранга.
С декабря 1942 года инженер Управления вооружения войск ПВО СССР. Занимался настройкой и ремонтом радиолокационных станций (РЛС) войск от Мурманска до Краснодара.
После войны служил в войсках ПВО в Вильнюсе, затем переведён в Хабаровск на должность начальника отдела учета и ремонта радиолокаторов Управления вооружения Дальневосточного военного округа ПВО.
В 1948—1951 годах учился в адъюнктуре вновь организованной Артиллерийской радиотехнической академии Советской армии (Харьков). Кандидат технических наук (1952).
С 1951 года являлся начальником кафедры РЛС дальнего обнаружения и наблюдения в Артиллерийской радиотехнической академии Советской Армии (АРТА). Заместитель начальника академии по специально-технической подготовке (1954), затем — первый заместитель начальника академии по учебной и научной работе. Генерал-майор (1959).
С июня 1963 до конца 1985 года начальник научно-исследовательского испытательного центра министерства обороны СССР по проблемам РЭБ (Воронеж). Генерал-лейтенант (1975).
Доктор технических наук (1972), профессор (1977).
В 1985 году уволен с военной службы.
В 1985—1986 годах — старший научный сотрудник научно-исследовательского Центра РЭБ.
С 1986 года — старший научный сотрудник ВНИИС (Воронежского научно-исследовательского института связи, с 1993 ОАО «Концерн „Созвездие“»). Профессор Военного института радиоэлектроники.
Похоронен в Воронеже на Коминтерновском кладбище.
6 июня 2017 года в Воронеже на доме, где он жил, была установлена мемориальная доска.

## Научные труды
- Радиосвязь в условиях радиоэлектронной борьбы : [Монография] / В. И. Кузнецов ; Воронеж. науч.-исслед. ин-т связи. - Воронеж : ВНИИС, 2002. - 403 с. : ил.; 26 см.
- Системное проектирование радиосвязи: методы и обеспечение : [В 3 ч.] / В. И. Кузнецов ; Под ред. В. И. Борисова; Воронеж. НИИ связи. - Воронеж : ВНИИС, 1994-. - 25 см.  Ч. 1: Системотехника. - Воронеж : ВНИИС, 1994. - 287 с. : ил.; ISBN 5-900777-01-4 (В пер.) Ч. 2-3: Ч. 2 : Обеспечение. Ч. 3 : Планирование и управление. - 2000. - 342 с.; ISBN 5-900777-07-3

## Награды и премии
- Государственная премия СССР (1967) — за участие в разработке и испытании средств защиты ракет в полёте.
- три ордена Красной Звезды
- орден Отечественной войны I степени
- орден Трудового Красного Знамени
- Заслуженный деятель науки и техники Российской Федерации (27 февраля 1995) — за заслуги в научной деятельности
- медаль «За боевые заслуги»
- медаль «За укрепление дружбы по оружию» (ЧССР)
- Знак отличия «За заслуги перед Воронежской областью» (22 октября 2015) — за многолетний плодотворный труд, большой личный вклад в развитие Воронежской области и в связи с 95-летием со дня рождения
- Почётный гражданин Воронежа